# Eupithecia shirleyata
Eupithecia shirleyata là một loài bướm đêm trong họ Geometridae.